# Aphrosylus nigripennis
Aphrosylus nigripennis är en tvåvingeart som beskrevs av Van Duzee 1924. Aphrosylus nigripennis ingår i släktet Aphrosylus och familjen styltflugor.
Artens utbredningsområde är Alaska. Inga underarter finns listade i Catalogue of Life.